# Odontophrynus americanus
Espèce
Synonymes
- Pyxicephalus americanus Duméril & Bibron, 1841
- Hyperoodon asper Philippi, 1902
- Ceratophrys argentina Philippi, 1902

Statut de conservation UICN

 LC  : Préoccupation mineure
Odontophrynus americanus est une espèce d'amphibiens de la famille des Odontophrynidae.

## Répartition
Cette espèce se rencontre du niveau de la mer jusqu'à 2 000 m d'altitude, :
- dans le centre et le Sud du Brésil au Sud des États de Rondônia, de Tocantins et de Bahia ;
- en Uruguay ;
- dans le sud du Paraguay ;
- dans le centre et le Nord de l'Argentine, dans les provinces de Buenos Aires, de Catamarca, de Córdoba, de Chaco, de Corrientes, d'Entre Ríos, de Formosa, de Jujuy, de La Pampa, de La Rioja, de Misiones, de Río Negro, de Salta, de Santiago del Estero, de Santa Fe, de San Luis et de Tucumán.

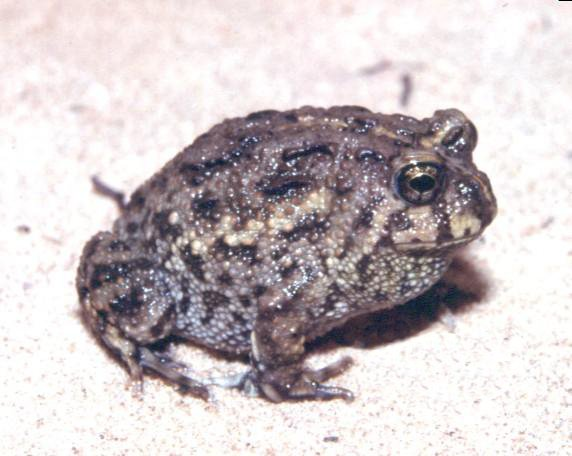
Odontophrynus americanus

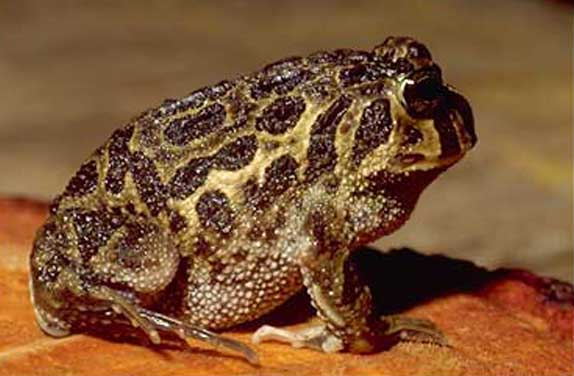
Odontophrynus americanus

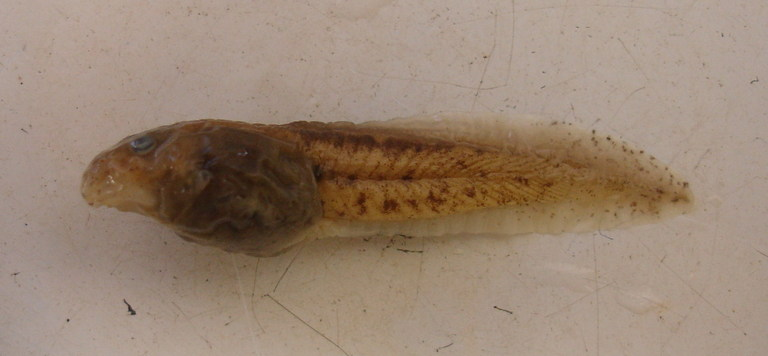
Odontophrynus americanus

## Étymologie
Cette espèce est nommée en référence au lieu de sa découverte, l'Amérique.

## Publication originale
- Duméril & Bibron, 1841 : Erpétologie générale ou Histoire naturelle complète des reptiles, vol. 8, p. 1-792 (texte intégral).